# 파레토 법칙
파레토 법칙( - 法則, 영어: Pareto principle, law of the vital few, principle of factor sparsity) 또는 80 대 20 법칙(영어: 80–20 rule)은 '전체 결과의 80%가 전체 원인의 20%에서 일어나는 현상을 가리킨다. 예를 들어, 20%의 고객이 백화점 전체 매출의 80%에 해당하는 만큼 쇼핑하는 현상을 설명할 때 이 용어를 사용한다. 2 대 8 법칙라고도 한다.
이 용어를 경영학에 처음으로 사용한 사람은 조셉 M. 주란이다. '이탈리아 인구의 20%가 이탈리아 전체 부의 80%를 가지고 있다'라고 주장한 이탈리아의 경제학자 빌프레도 파레토의 이름에서 따왔다.

## 예
- 통화한 사람 중 20%와의 통화시간이 총 통화시간의 80%를 차지한다.
- 즐겨 입는 옷의 80%는 옷장에 걸린 옷의 20%에 불과하다.
- 전체 주가상승률의 80%는 상승기간의 20%의 기간에서 발생한다.
- 20%의 운전자가 전체 교통위반의 80% 정도를 차지한다.
- 20%의 범죄자가 80%의 범죄를 저지른다.
- 성과의 80%는 근무시간 중 집중력을 발휘한 20%의 시간에 이뤄진다.
- 두뇌의 20%가 문제의 80%를 푼다. 우수한 20%의 인재가 80%의 문제를 해결한다. 혹은 뇌의 20%만 사용하여 문제 해결에 필요한 80%를 해결한다
- 운동선수 중 20%가 전체 상금 80%를 싹쓸이한다.
- 인터넷 유저의 20%가 80%의 양질의 정보를 생산한다.

## 같이 보기
- 롱테일
- 파레토 최적
- 슈퍼전파자
- 파레토 분포